# Estadio Olímpico (Sevilla)
Estadio Olímpico (Sevilla) (hiszp: Estación de Estadio Olímpico (Sevilla)) – przystanek kolejowy w Sewilli, w prowincji Sewilla, we wspólnocie autonomicznej Andaluzja, w Hiszpanii.
Jest obsługiwana przez pociągi linii C-2 Cercanías Sevilla Renfe.

## Położenie stacji
Przystanek znajduje się przy drodze SE-020, obok Estadio La Cartuja (Estadio Olímpico de Sevilla), stąd jego nazwa. Położony jest na odnodze linii kolejowej Sewilla-Huelva, prowadzącej ze stacji San Jerónimo.

## Linie kolejowe
- C-5 Cercanías Sevilla

## Połączenia
Przystanek jest obsługiwany przez pociągi linii C-2 Cercanías Sevilla, zainaugurowanej w dniu 20 lutego 2012 r.